# Accalathura schotteae
Accalathura schotteae là một loài chân đều trong họ Leptanthuridae. Loài này được King miêu tả khoa học năm 2008.